# Bogenförmiger Halsbock
Der Bogenförmige Halsbock (Leptura annularis, Syn.: Strangalia arcuata (Panzer, 1793)) ist ein Käfer aus der Familie der Bockkäfer und der Unterfamilie der Schmalböcke.

## Merkmale des Käfers
Der längliche Käfer wird zwölf bis siebzehn Millimeter lang. Die Flügeldecken sind schwarz und gelb gezeichnet. Fühler und Beine sind beim Männchen zum Teil, beim Weibchen überwiegend gelbbraun. Der ganze Körper und die Beine sind fein seidig behaart.
Der dreieckige längliche Kopf ist in Verlängerung der Körperachse nach vorn gerichtet, die Mundwerkzeuge sind nur wenig nach unten geneigt. Der Kopf ist punktiert und schwarz, nur um die braunen Mundwerkzeuge herum ist er aufgehellt. Zwischen den seitlich hervorstehenden Augen ist er eingedrückt. Die elfgliedrigen Fühler sind vor der Ausbuchtung der Augen eingelenkt. Beim Männchen sind die Fühler fast körperlang, beim Weibchen kürzer. Sie sind nicht geringelt. Beim Weibchen sind sie vollständig gelbbraun, beim Männchen an der Basis schwarz und die letzten vier bis sechs Fühlerglieder gelbbraun. Hinter den Augen verengt sich der Kopf hinter den nur kurzen Schläfen zu einem Hals.
Der Halsschild erweitert sich nach der Einschnürung am Vorderrand glockenförmig. Er ist nur beim  Männchen deutlich länger als an der Basis breit. Die Basis ist vor dem Schildchen nach hinten ausgebuchtet, daneben nach vorn ausgerandet (doppelbuchtig). Die Ecken der Basis sind spitz ausgezogen und schmiegen sich den Schultern an. Der Halsschild ist schwarz und wie der Kopf mehr oder weniger auffällig goldbraun behaart. Im vorderen Drittel ist er seitlich etwas ausgeweitet, aber ohne Höcker.
Die lang gestreckten Flügeldecken sind beim Männchen etwas schmaler als beim Weibchen. An der Basis sind sie kaum breiter als der Halsschild, nach hinten verschmälern sie sich beim Männchen fast gradlinig, beim Weibchen leicht gebaucht. Am Ende sind sie schräg abgeschnitten und die Außenecke des Abschnitts ist ausgezogen. Die Flügeldecken bedecken den Hinterleib nicht vollständig. Sie sind grob punktiert und fein behaart. Sie tragen auf schwarzem Untergrund vier auffällige gelbe Querbinden. Die erste verläuft auf der Basis jeder Flügeldecke hufeisenförmig mit der Öffnung nach hinten. Die folgenden erstrecken sich, etwa gleichmäßig auf die Länge der Flügeldecke verteilt, relativ geradlinig über beide Flügeldecken, wobei sie sich zur Naht hin verbreitern.
Die Beine sind lang, insbesondere die Hinterbeine. Beim Weibchen sind sie größtenteils hell bräunlich, beim Männchen größtenteils angedunkelt. Die Vorderhüften hängen zapfenförmig nach unten. Die Hinterschienen sind beim Männchen stärker gebogen als beim Weibchen. Die Tarsen sind scheinbar viergliedrig, da das vor dem Klauenglied liegende kleine vierte Glied in der Ausbuchtung des dritten Gliedes versteckt ist.

## Verbreitung
In Mitteleuropa tritt die Art montan auf. Das Verbreitungsgebiet erstreckt sich von Ostfrankreich östlich bis nach Korea und Japan. Die Art fehlt in Nordeuropa und in Südeuropa, in Italien ist sie nur im Norden vertreten.

## Lebensweise
Die Käfer erscheinen im Juni und Juli, seltener schon im Mai, auf Blüten vor allem von Schafgarben (Achillea), Rubus-Arten und Doldenblütlern (Apiaceae), jedoch auch auf Spindelsträuchern (Euonymus) und blühendem Baldrian (Valeriana). Die Larven sind polyphag und entwickeln sich in Nadelholz wie Fichten (Picea) oder auch in Laubholz, vor allem Erlen (Alnus). Weitere nachgewiesene Brutbäume sind Weiden (Salix),  Hasel (Corylus avellana), Espe (Populus tremula), Mehlbeeren (Sorbus), Edelkastanie (Castanea sativa) und Rotbuche (Fagus sylvatica). Dabei entwickeln sie sich vor allem in liegenden Stämmen und Ästen. Man findet die stenotope Art im Bergland auf Waldwiesen und an Waldrändern auf verschiedenen Blüten.

## Systematik

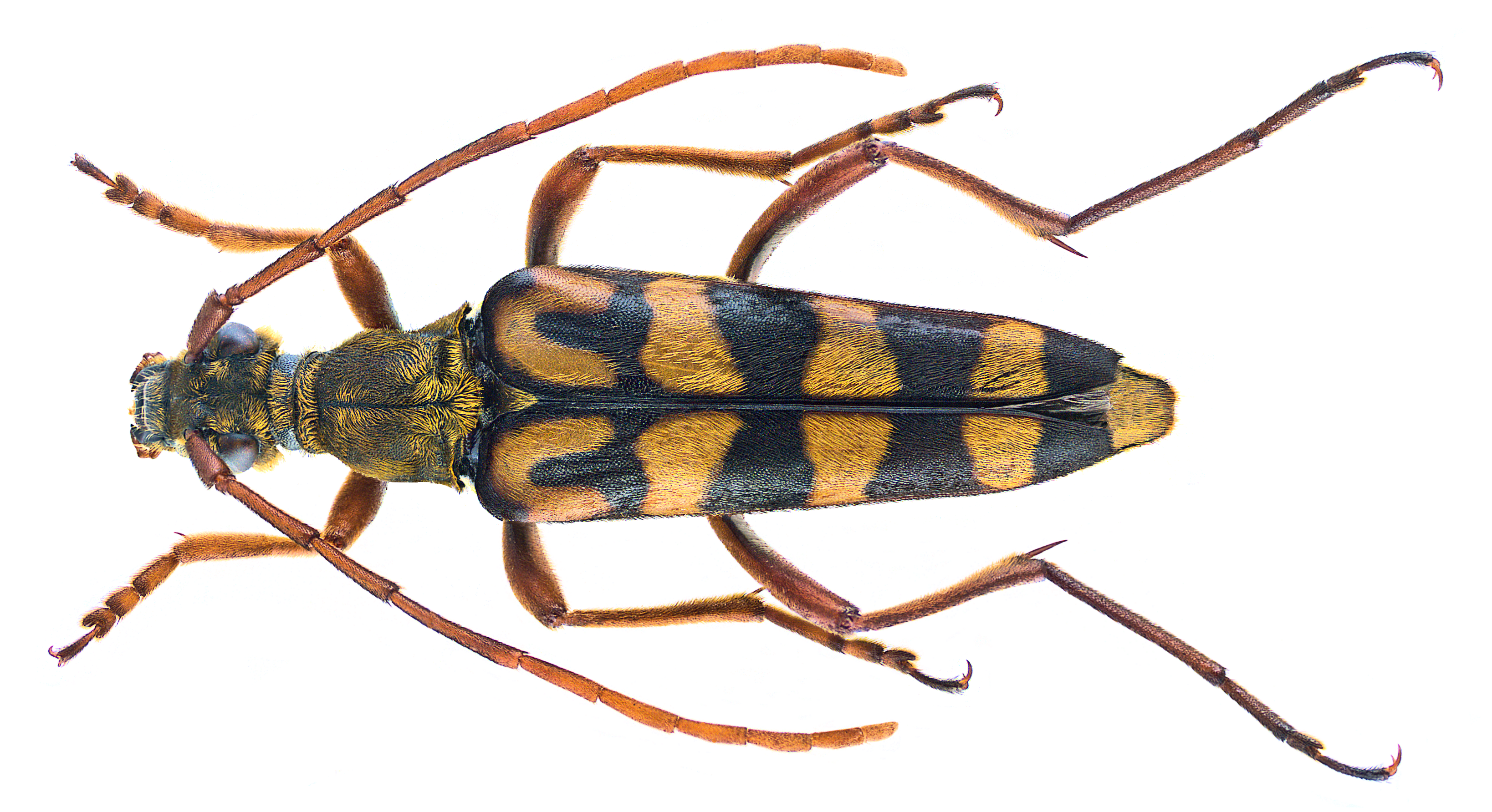
Bogenförmiger Halsbock

Der Bogenförmige Halsbock ist eine eigenständige Art der Bockkäfer (Cerambycidae) und wird dort in die Gattung Leptura (Linnaeus, 1758) innerhalb der Schmalböcke (Lepturinae) eingeordnet. Die wissenschaftliche Erstbeschreibung stammt von dem Naturforscher Johann Christian Fabricius, der ihn 1801 beschrieb. Neben dieser Art enthält die Gattung 35 weitere Arten, mit drei weiteren in Europa.
Der Gattungsname Leptura ist von altgriechisch λεπτός ‚leptós‘ ‚dünn‘ und  οὐρά  ‚ourá‘ für ‚Schwanz‘ abgeleitet und bezieht sich auf den spitz zulaufenden Hinterleib. Die ehemals artenreiche Gattung Leptura wurde aufgeteilt und umfasst heute in Europa nur noch vier Arten. Der Artname annularis  (lat. ‚mit Ringen versehen‘) wie auch arcuata  (lat. ‚bogenförmig‘) beziehen sich auf den vordersten Querstreif der Flügeldecken, der bei Leptura annularis ringähnlich gebogen ist.